# Murray Alper
Pour les articles homonymes, voir Alper.
Murray Alper est un acteur américain, né le 11 janvier 1904 à New York (État de New York), mort le 16 novembre 1984 à Los Angeles (Californie).

## Biographie
Au théâtre, Murray Alper joue notamment à Broadway (New York) entre 1927 et 1940 dans dix pièces, dont The Royal Family (en) d'Edna Ferber et George S. Kaufman (1927-1928, avec Otto Kruger) et The Left Bank d'Elmer Rice (1931-1932, avec Katharine Alexander).
Au cinéma, il contribue à cent-quatre-vingt-quinze films américains, depuis The Royal Family of Broadway de George Cukor et Cyril Gardner (1930, avec Ina Claire et Fredric March, adaptation de la pièce The Royal Family précitée) jusqu'à Cramponne-toi, Jerry de George Marshall (1969, avec Jerry Lewis et Anne Francis), après lequel il se retire.
Entretemps, mentionnons Le Faucon maltais de John Huston (1941, avec Humphrey Bogart et Mary Astor), Les Sacrifiés de John Ford et Robert Montgomery (1945, avec John Wayne et Donna Reed) et L'Ennemi public de Don Siegel (1957, avec Mickey Rooney et Carolyn Jones).
À la télévision, Murray Alper apparaît dans cinquante-et-une séries américaines  entre 1948 et 1968, dont Alfred Hitchcock présente (deux épisodes, 1955-1960), Cheyenne (trois épisodes, 1961-1962) et Les Arpents verts (deux épisodes, 1967).

## Théâtre à Broadway (intégrale)
- 1927 : The Spider de Fulton Oursler et Lowell Brentano : le journaliste
- 1927 : The Wild Man of Borneo de Marc Connelly et Herman J. Mankiewicz : Murdock
- 1927-1928 : The Royal Family d'Edna Ferber et George S. Kaufman, mise en scène de David Burton : McDermott
- 1930 : Room 349 de Mark Linder : Louis « Speed » King
- 1930-1931 : This Is New York de Robert E. Sherwood : Babe Savito
- 1931-1932 : The Left Bank de (mise en scène et produite par) Elmer Rice : Joe Klein
- 1932 : Broadway Boy de Wallace A. Manheimer et Isaac Paul : Jack Chester
- 1932 : Rendezvous de Barton MacLane : Regan
- 1933-1934 : Sailor, Beware! de Kenyon Nicholson et Charles Robinson : Herb Marley
- 1940 : Every Man for Himself de Milton Lazarus : Al

## Filmographie partielle

### Cinéma

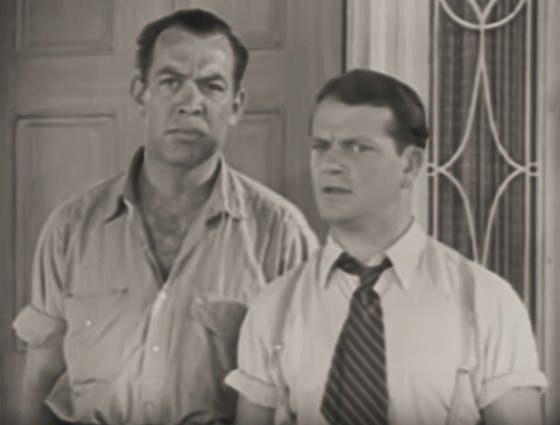
Avec Ward Bond (à g.), dans Escape by Night (1937)

- 1930 : The Royal Family of Broadway de George Cukor et Cyril Gardner : McDermott
- 1931 : The Girl Habit d'Edward F. Cline : Hood
- 1935 : Little Big Shot de Michael Curtiz : un complice de Doré
- 1935 : Seven Keys to Baldpate de William Hamilton et Edward Killy
- 1936 : Sous les ponts de New York (Winterset) d'Alfred Santell : Louie
- 1936 : Soupe au lait (The Milky Way) de Leo McCarey : le chauffeur de taxi avec la petite Agnès
- 1936 : Nick, gentleman détective (After the Thin Man) de W. S. Van Dyke : Le Kid
- 1937 : Les Démons de la mer (Sea Devils) de Benjamin Stoloff : le matelot Brown
- 1937 : Escape by Night d'Hamilton MacFadden : Horace « Red » Graham
- 1938 : Démons de la route (en) (Road Demon) d'Otto Brower : « Hap » Flynn
- 1939 : The Night of Nights de Lewis Milestone : Muggins
- 1939 : Rose de Broadway (Rose of Washington Square) de Gregory Ratoff : Eddie
- 1939 : Nick joue et gagne (Another Thin Man) de W. S. Van Dyke : Larry
- 1939 : Les Fantastiques Années 20 (The Roaring Twenties) de Raoul Walsh : un mécanicien de Fletcher
- 1939 : Hommes sans loi (King of the Underworld) de Lewis Seiler
- 1940 : Ville conquise (City for Conquest) d'Anatole Litvak : un chauffeur de taxi
- 1940 : Vendredi 13 (Black Friday) d'Arthur Lubin : Bellhop
- 1941 : Le Faucon maltais (The Maltese Falcon) de John Huston : Frank Richman
- 1941 : My Life with Caroline de Lewis Milestone : Jenkins
- 1941 : Joies matrimoniales (Mr. ans Mrs. Smith) d'Alfred Hitchcock : Harold, le chauffeur de taxi
- 1941 : Ma femme se marie demain (Affectionately Yours) de Lloyd Bacon : Blair
- 1942 : Cinquième Colonne (Saboteur) d'Alfred Hitchcock : Mac, le camionneur
- 1942 : Le Caïd (The Big Shot) de Lewis Seiler
- 1942 : Madame veut un bébé (The Lady Is Willing) de Mitchell Leisen : Joe Quig
- 1943 : Air Force d'Howard Hawks : le caporal Butch
- 1943 : Bombardier de Richard Wallace : l'espion « Little Boy »
- 1943 : La Dangereuse Aventure (No Time for Love) de Mitchell Leisen : Moran
- 1943 : The Good Fellows de Jo Graham
- 1943 : Corvette K-225 de Richard Rosson et Howard Hawks : Jones
- 1943 : Liens éternels (Hers to Hold) de Frank Ryan : le chef d'équipe Smiley
- 1944 : The Eve of St. Mark de John M. Stahl : le sergent Kriven
- 1944 : Le Porte-avions X (Wing and a Prayer) de Henry Hathaway : Benjamin K. « Benny » O'Neill
- 1945 : Les Sacrifiés (They Were Expendable) de John Ford et Robert Montgomery : le torpilleur « Slug » Mahan
- 1945 : The Horn Blows at Midnight de Raoul Walsh : Tony
- 1946 : L'Évadé de l'enfer (Angel on My Shoulder) d'Archie Mayo : Jim, le chauffeur de taxi
- 1947 : Un gangster pas comme les autres (The Gangster) de Gordon Wiles
- 1947 : La Longue Nuit (The Long Night) de Anatole Litvak : Mac, le barman
- 1948 : L'Homme aux lunettes d'écaille (Sleep, My Love) de Douglas Sirk : un ivrogne
- 1949 : Un jour à New York (On the Town) de Stanley Donen et Gene Kelly : le gérant de la compagnie de taxis
- 1949 : Match d'amour (Take Me Out to the Ball Game) de Busby Berkeley : Zalinka
- 1950 : La Cible humaine (The Gunfighter) d'Henry King : un villageois aux funérailles
- 1951 : L'Inconnu du Nord-Express (Strangers on a Train) d'Alfred Hitchcock : un loueur de canots
- 1951 : Échec au hold-up (Appointment with Danger) de Lewis Allen : un chauffeur de taxi
- 1951 : Lost Continent de Sam  Newfield
- 1952 : Tu es à moi (Because You're Mine) d'Alexander Hall : le sergent de l'approvisionnement
- 1952 : Le Chanteur de jazz (The Jazz Singer) de Michael Curtiz : un chauffeur de taxi
- 1953 : Investigation criminelle (Vice Squad) de Arnold Laven : un policier
- 1953 : Un homme pas comme les autres (Trouble Along the Way) de Michael Curtiz : un chauffeur de bus
- 1954 : La Tueuse de Las Vegas (Highway Dragnet) de Nathan Juran : le conducteur du camion à glace
- 1954 : Tanganyika d'André de Toth
- 1955 : Le Tigre du ciel (The McConnel Story) de Gordon Douglas : un sergent
- 1956 : Deux Rouquines dans la bagarre (Slightly Scarlet) d'Allan Dwan : Hood
- 1957 : L'Ennemi public (Baby Face Nelson) de Don Siegel : le gardien de banque Alex
- 1958 : Le Kid en kimono (The Geisha Boy) de Frank Tashlin : un GI en Corée
- 1959 : L'habit ne fait pas le moine (Say One for Me) de Frank Tashlin : Otto
- 1960 : L'Inconnu de Las Vegas (Ocean's Eleven) de Lewis Milestone : un shérif-adjoint
- 1962 : Qu'est-il arrivé à Baby Jane ? (What Ever Happened to Baby Jane) de Robert Aldrich : un projectionniste
- 1963 : Docteur Jerry et Mister Love (The Nutty Professor) de Jerry Lewis : un employé du gymnase
- 1965 : Les Trois Stooges contre les hors-la-loi (The Outlaws Is Coming) de Norman Maurer : le chef Crazy Horse
- 1967 : Jerry la grande gueule (The Big Mouth) de Jerry Lewis : Ed, un policier à moto
- 1967 : L'Honorable Griffin (The Adventures of Bull Whip Griffin) de James Neilson : un officier de police
- 1969 : Cramponne-toi, Jerry (Hook, Line and Sinker) de George Marshall : un membre de la commission d'enquête

### Télévision
(séries)
- 1954 : Les Aventures de Superman (Adventures of Superman)
  - Saison 2, épisode 21 The Golden Vulture de Thomas Carr : Sanders
- 1955-1960 : Alfred Hitchcock présente (Alfred Hitchcock Presents)
  - Saison 1, épisode 7 Accident (Breakdown, 1955) d'Alfred Hitchcock : Lloyd
  - Saison 5, épisode 19 Pas le genre à s'enfuir (Not the Running Type, 1960) d'Arthur Hiller : un passager du bateau
- 1957 : Monsieur et Madame détective (The Thin Man)
  - Saison 1, épisode 2 Le Duc de Sing Sing (The Duke of Sing Sing) d'Oscar Rudolph : Trimmer
- 1959 : Johnny Staccato
  - Saison unique, épisode 10 Tempted de Robert B. Sinclair : un policier
- 1960 : Lassie
  - Saison 6, épisode 29 Champ d'Oliver Drake : Al
- 1960 : Maverick
  - Saison 4, épisode 2 Hadley's Hunters de Leslie H. Martinson : Gus
- 1961 : Échec et mat (Checkmate)
  - Saison 1, épisode 31 Tight as a Drum d'Herschel Daugherty : Sid
- 1961 : Aventures dans les îles (Adventures in Paradise)
  - Saison 3, épisode 11 Le Jugement d'Armand Troy (The Trial of Adam Troy) de Jus Addiss : Delaney
- 1961-1962 : Cheyenne
  - Saison 5, épisode 6 Incident at Dawson Flats (1961) de Lee Sholem : le barman
  - Saison 7, épisode 10 Vengeance Is Mine (1962 - Mike) de Robert Sparr et épisode 12 Wanted for the Murder of Cheyenne Bodie (1962 - Creech) de Paul Landres
- 1961-1963 : 77 Sunset Strip
  - Saison 3, épisode 36 Caper in E Flat (1961) : le chauffeur de taxi
  - Saison 5, épisode 17 Crashout! (1963) de Paul Landres : Charley West
- 1963 : Denis la petite peste (Dennis the Menace)
  - Saison 4, épisode 22 Wilson's Allergy de Charles Barton : Harv
- 1964 : La Grande Caravane (Wagon Train)
  - Saison 8, épisode 4 The Race Town Story de Joseph Pevney : Pitchman
- 1964 : Les Monstres (The Munsters)
  - Saison 1, épisode 7 L'Homme d'acier (Tin Can Man) d'Earl Bellamy : le deuxième homme
- 1965 : Suspicion (The Alfred Hitchcock Hour)
  - Saison 3, épisode 18 The Trap de John Brahm : le chauffeur de taxi
- 1966 : Adèle (Hazel)
  - Saison 5, épisode 19 Harold's Gift Horses de Charles Barton : Bill
- 1966-1968 : Max la Menace (Get Smart)
  - Saison 1, épisode 27 Une cargaison d'espions, 1re partie (Ship of Spies, Part I, 1966) de Bruce Bilson : l'intermédiaire
  - Saison 3, épisode 18 Ne vous retournez pas (Don't Look Back, 1968) de Don Adams : l'organisateur du dîner
- 1967 : Les Mystères de l'Ouest (The Wild Wild West)
  - Saison 2, épisode 28 La Nuit des bandits (The Night of the Bogus Bandits) d'Irving J. Moore : le barman
- 1967 : Les Arpents verts (Green Acres)
  - Saison 2, épisode 20 Never Take Your Wife to a Convention de Richard L. Bare : Louie
  - Saison 3, épisode 10 Das Lumpen de Richard L. Bare : le barman